# Espondilosi
L'espondilosi o espondiloartrosi és el terme que es refereix a una artrosi de les articulacions de la columna vertebral. Si les vèrtebres del coll estan afectades s'etiqueta d'espondilosi cervical, si són les lumbars s'anomena espondilosi lumbar; la primera donarà símptomes o signes al coll o extremitats superiors i la segona a la part baixa de l'esquena i extremitats inferiors. Generalment s'afecta el disc intervertebral i les articulacions interapofisàries i, secundàriament, els espais entre dues vèrtebres adjacents (els forats intervertebrals).
Si aquesta degeneració es produeix en les articulacions interapofisàries, dona lloc a una síndrome facetària, on el dolor és el símptoma principal.
Quan s'afecten els forats intervertebrals, la compressió d'una arrel nerviosa que surti de la medul·la espinal pot causar una radiculopatia (trastorns sensorials i/o motors, com el dolor, parestèsies o debilitat muscular en el coll, en les extremitats, segons la localització.
Menys comunament, és la compressió directa sobre la medul·la espinal (típicament a la columna cervical) i que pot dur a una mielopatia, caracteritzada per debilitat global, disfunció caminar, pèrdua d'equilibri, i la pèrdua de control de l'intestí i/o la bufeta. El pacient pot experimentar un fenomen de crisi (parestèsies) en les extremitats a causa de la compressió dels nervis i la manca de flux sanguini.